# George Fothergill Ellenberger
George Fothergill Ellenberger, britanski general, * 10. julij 1895, † 13. julij 1975.